# Pseudocolynthaea pectoralis
Pseudocolynthaea pectoralis är en skalbaggsart som beskrevs av Martins 1976. Pseudocolynthaea pectoralis ingår i släktet Pseudocolynthaea och familjen långhorningar. Inga underarter finns listade i Catalogue of Life.